# Hope and Glory (film)
Hope and Glory är en brittisk krigs-dramakomedifilm från 1987, skriven, producerad och regisserad av John Boorman, baserad på hans egna upplevelser av blitzen i London under andra världskriget.
1999 placerade British Film Institute filmen på 90:e plats på sin lista över de 100 bästa brittiska filmerna genom tiderna.

## Medverkande
- Sebastian Rice-Edwards – Billy Rohan
- Sarah Miles – Grace Rohan
- David Hayman – Clive Rohan
- Geraldine Muir – Sue Rohan
- Sammi Davis – Dawn Rohan
- Susan Wooldridge – Molly
- Derrick O'Connor – Mac
- Ian Bannen – Grandfather George
- Anne Leon – Grandma
- Jean-Marc Barr – Corporal Bruce Carrey